# جيمس أ. ساندرز
جيمس أ. ساندرز (بالإنجليزية: James A. Sanders)‏ هو مترجم أمريكي، ولد في 28 نوفمبر 1927 في ممفيس في الولايات المتحدة.